# Épineu-le-Chevreuil

Épineu-le-Chevreuil este o comună în departamentul Sarthe, Franța. În 2009 avea o populație de 285 de locuitori.